# Polemochartus liparae
Polemochartus liparae är en stekelart som först beskrevs av Giraud 1863.  Polemochartus liparae ingår i släktet Polemochartus och familjen bracksteklar. Arten är reproducerande i Sverige. Inga underarter finns listade i Catalogue of Life.